# Abdujalil Samadov
Abdujalil Akhadovich Samadov (4 de novembro de 1949 - 18 de março de 2004) foi um político tajique. Ele foi primeiro-ministro do Tajiquistão entre 18 de dezembro de 1993 e 2 de dezembro de 1994.